# Брайън Хауърд
Брайън Хауърд (на английски език - Brian Richard William Brotherton Howard) е английски футболист, полузащитник, който играе за отбора на ПФК ЦСКА (София)
. Той е и бивш английски младежки национал (U20).
Юноша е на Саутхемптън, играл е за тимовете на Суиндън Таун, Барнзли, Шефилд Юнайтед, Милуол, Рединг и Портсмут. Подписва едногодишен договор с ЦСКА през лятото на 2013 година.

## Клубна кариера

### Саутхемптън и Суиндън Таун
Хауърд започва кариерата в юношите на Саутхемптън, но не успява да се наложи в първия отбор, затова подписва първи договор с клуба на Суиндън Таун през 2003 г., а договора е за една година.. Прави дебюта си на 9 август 2003 г. срещу Шефилд Уензди, които отбора печели с 3-2. На 1 октомври 2003 г., Хауърд вкарва първия си гол, при равенството 2:2 с Лутън. В първия си сезон в Суиндън, Хауърд изиграва 41 мача във всички турнири и вкарва три гола.
Сезон 2003-2004 започна добре за Хауърд, когато той подписа анекс към договора, удължавайки го за още един сезон.. По време на сезона позицията на Хауърд в полузащитата е променена, и той заиграва в централната част на терена, вместо досегашната му позиция на външен халф. Към края на сезона пропуска последните два мача от сезона, поради контузия. Въпреки изиграните 42 срещи и отбелязаните 6 гола, на Хауърд не е предложен нов договор, поради бюджетни ограничения в клуба. След напускането подписва с отбора на Барнзли.

### Барнзли
Хауърд подписва с Барнзли през лятото на 2005 година, като договора му е за две години. Преди началото на сезона се оказва, че футболиста има счупена метатарзална кост, което му попречва да направи своя дебют за отбора, като влиза в игра чак през октомври. След дебюта си обаче Хауърд се превръща в основен играч на отбора, който допринася отбора да играе и в трите плейофа, включително на финала срещу Манчестър Сити. Играта му в средата на терена, където си партнира със Стивън Макфил, правят впечатление сред футболната общественост.
През Сезон 2006-2007 сезон, Хауърд продължава да бъде титуляр в средата на терена. Малко след началото на сезона, Хауърд и още двама други играчи са арестувани по обвинения в нападение на расистка основа, но е освободен без да му бъде повдигнато обвинение. Арестите не се отразяват на играта му, и той подписа нов договор с клуба. В края на сезона е обявен за „играч на годината“ за Сезон 2006-2007 сезон на Барнзли.
На 8 януари 2008 г. извежда отбора с капитанска лента, поверена му от мениджъра Саймън Дейви. Той е капитан на отбора през по-голямата част от сезона, което се дължи на отсъствието на контузения титулярен капитан на отбора Пол Рийд.
Хауърд вкарва паметен гол, отбелязан в 90-а минута на мача в който Барнзли отстранява Ливърпул от ФА Къп през февруари 2008 година. В края на сезона, Хауърд става част от идеалната единайсеторка на Чемпиъншип, а няколко дни по-късно обявява, че иска да подпише нов договор с Барнзли, въпреки че края на сезона името му е свързвано с трансфер в Шефилд Юнайтед, но обявената от ръководството цена от £ 10 милиона, проваля трансфера.

### Шефилд Юнайтед
На 2 октомври 2008 г., Хауърд се присъединява към отбора на Шефилд Юнайтед, като е преотстъпен до януари 2009 г., с опция за закупуване. Той прави дебюта си няколко дни по-късно, когато се появява на терена при победата с 3-0 у дома над Бристол Сити. Хоуърд бележи първия си гол за Юнайтед на 9 декември 2008 г., при победата с 1-0 като гост над Нотингам Форест. На 7 януари 2009 година е закупен от отбора.

### Рединг
На 2 септември 2009 г., Хауърд подписава с отбора на Рединг номв тригодишен договор, като на предишния му клуб са преведени £ 500 000за трансфера му. Първия си гол за Рединг бележи срещу Куинс Парк Рейнджърс, но отбора губи с 1-4 на 20 октомври 2009 г.
На 27 ноември 2009 г., Хауърд е откаран в болница със съмнения за счупена челюст, когато при висока топка от изпълнение на корнер се сблъсква с противников играч от отбора на Дарби Каунти. Два дни по-късно претърпява операция, за да бъдат поставени метални пластини в челюстта му, а в продължение на няколко месеца се възстановява.
Завръща се в игра на 2 януари 2010 г. срещу Ливърпул в турнира за ФА Къп. Хауърд отбелязва драматичен гол в турнира за ФА Къп, срещу Уест Бромич Албиън, а отбора стига до четвъртфиналите на Купата на Англия за първи път от 83 години. На срещата завърши 3-2 за четене.
Сезон 2010/2011 г. не е много добър за него, още в началото му има лошият шанс да получи директен червен картон на 18 септември 2010 г. в мача срещу ФК Мидълзбро, а Рединг губи с 1-3. В средата на март, Хауърд е пред завръщане в Саутхемптън, но остава в клуба, който запазва фокуса си към промоция във Висшата лига. След като направи двадесет и четири мача, Хауърд заяви, че иска да напусне Рединг. Даден е под наем в Милуол, а през юни 2012 година Хауърд е освободен от Рединг.